# Jos Lammertink

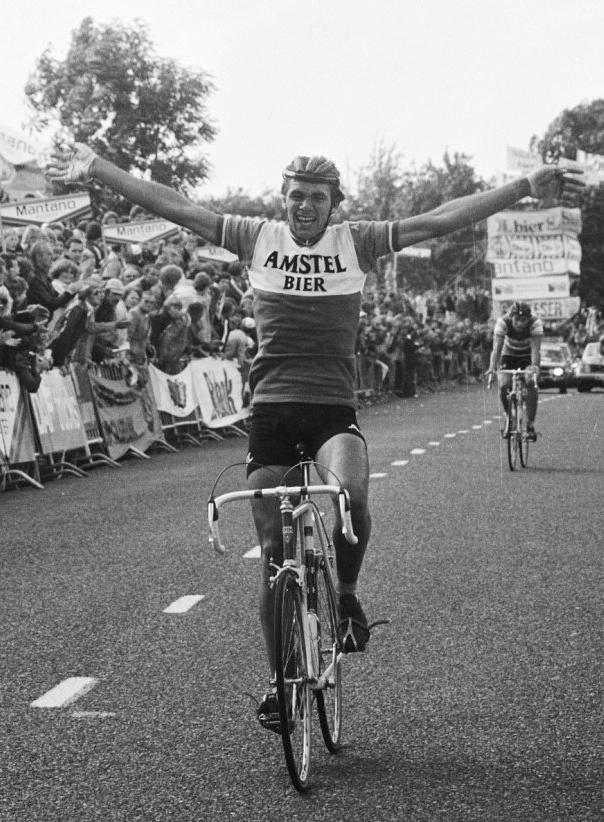
1978 wurde Lammertink niederländischer Straßenmeister der Amateure

Johannes Hendrikus Jozef „Jos“ Lammertink (* 28. März 1958 in Wierden; † 24. November 2024 in Almelo) war ein niederländischer Radrennfahrer.

## Sportlicher Werdegang
Noch als Amateur gewann er 1978 die Landesmeisterschaft sowie im Jahr darauf die Olympia’s Tour. Bei der Tour du Loir-et-Cher 1979 gewann er den Prolog.
1980 wurde er Profi-Rennfahrer. Bis zu seinem Karriereende im Jahr 1989 konnte er 38 Siege erringen. 1986 wurde er Niederländischer Meister im Straßenrennen.
Lammertink war als Wasserträger für Eddy Planckaert und Eric Vanderaerden aktiv, für die er die Sprints anzog. Er wurde Reus van Wierden (Riese von Wierden) genannt. Er gewann zwei Etappen der Vuelta a España (1980 und 1981) sowie das Rennen Kuurne–Brüssel–Kuurne. 1980 siegte er im Saisonauftaktrennen Grand Prix de Saint-Raphaël.
2006 wurde das Kriterium von Wierden in „GP Jos Lammertink“ benannt, das er selbst bei seiner ersten Austragung im Jahr 1982 gewonnen hatte; das Rennen wurde allerdings 2008 zum letzten Mal ausgetragen.
Lammertink hatte zeit seines Lebens Gesundheitsprobleme: 1985 fiel er längere Zeit aus, weil er am Pfeiferschen Drüsenfieber erkrankt war; seitdem litt er an Problemen mit der Schilddrüse. Im Jahr darauf wurde er bei der Tour de France während der vierten Etappe von einem Auto angefahren und erlitt schwere Schädelverletzungen. 2004 wurde bekannt, dass Jos Lammertink an der Autoimmun-Störung Inclusion Body Myositis (IBM) erkrankt war.
Am 24. November 2024 verstarb er in Almelo an von seiner Krankheit ausgelösten Ateminsuffizienz.

## Erfolge
1978
- eine Etappe Olympia’s Tour
- Prolog Étoile des Espoirs
- Niederländischer Amateur-Meister – Straßenrennen

1979
- Ronde van Midden-Nederland
- Gesamtwertung und zwei Etappen Olympia’s Tour
- eine Etappe Okolo Slovenska

1980
- eine Etappe Vuelta a España

1981
- eine Etappe Vuelta a España
- eine Etappe Andalusien-Rundfahrt

1982
- Prolog Schweden-Rundfahrt

1984
- Kuurne–Brüssel–Kuurne
- eine Etappe Paris–Nizza

 1986
- Niederländischer Meister – Straßenrennen
- eine Etappe Valencia-Rundfahrt

1987
- Circuit des XI Villes

1988
- eine Etappe Mittelmeer-Rundfahrt

## Grand Tour-Platzierungen
| Grand Tour            | 1980 | 1981 | 1982 | 1983 | 1984 | 1985 | 1986 | 1987 |
| --------------------- | ---- | ---- | ---- | ---- | ---- | ---- | ---- | ---- |
| Vuelta a EspañaVuelta | 60   | DNF  | ―    | ―    | ―    | ―    | DNF  | ―    |
| Giro d’ItaliaGiro     | ―    | ―    | ―    | ―    | ―    | ―    | ―    | 127  |
| Tour de FranceTour    | ―    | ―    | ―    | ―    | ―    | ―    | DNF  | ―    |

## Monumente des Radsports
| Monument                 | 1980 | 1981 | 1982 | 1983 | 1984 | 1985 | 1986 | 1987 | 1988 |
| ------------------------ | ---- | ---- | ---- | ---- | ---- | ---- | ---- | ---- | ---- |
| Mailand–Sanremo          | –    | –    | –    | –    | 33   | –    | –    | –    | –    |
| Flandern-Rundfahrt       | 16   | –    | 12   | 36   | –    | –    | 35   | –    | –    |
| Paris–Roubaix            | –    |      | –    | –    | –    | –    | 26   | 35   | 23   |
| Lüttich–Bastogne–Lüttich | –    | –    | –    | –    | –    | –    | –    | –    | –    |
| Lombardei-Rundfahrt      | –    | –    | –    | –    | –    | –    |      | –    |      |